# Sixth Avenue (stacja metra w Singapurze)
Sixth Avenue – podziemna stacja Mass Rapid Transit (MRT) w Singapurze, która jest częścią Downtown Line. Została otwarta 27 grudnia 2015. Stacja znajduje się w Bukit Timah, pod skrzyżowaniem Bukit Timah Road z Fourth Avenue.